# Chaïdeftó
Chaïdeftó (Chaidefto) är en ort i Grekland.   Den ligger i prefekturen Nomós Kaválas och regionen Östra Makedonien och Thrakien, i den nordöstra delen av landet, 300 km norr om huvudstaden Aten. Chaïdeftó ligger 4 meter över havet och antalet invånare är 388.
Terrängen runt Chaïdeftó är huvudsakligen platt, men åt sydväst är den kuperad. Havet är nära Chaïdeftó söderut.  Närmaste större samhälle är Chrysoúpolis, 12,4 km norr om Chaïdeftó. Trakten runt Chaïdeftó består till största delen av jordbruksmark.